# 577 (číslo)
Pět set sedmdesát sedm je přirozené číslo. Následuje po čísle pět set sedmdesát šest a předchází číslu pět set sedmdesát osm. Římskými číslicemi se zapisuje DLXXVII a řeckými číslicemi φοζ.

## Matematika
577 je:
- Deficientní číslo
- Prvočíslo
- Nešťastné číslo

## Astronomie
- (577) Rhea je planetka hlavního pásu, kterou objevil v roce 1905 Max Wolf

## Roky
- 577
- 577 př. n. l.